# Dinar d'Héréthie
Dinar d'Héréthie ou Dinar Bagration est une princesse géorgienne et la première reine orthodoxe d'Héréthie du Xe siècle.

## Biographie
Dinar Bagration est la fille unique du comte Adarnassé VII Bagration et de son épouse inconnue. Son frère est le comte Gourgen II d'Artani (mort en 941) qui a soutenu le prince Bagrat Anchabadzé lors de la guerre civile d'Abkhazie. Encore jeune, elle est mariée au patrice Atrnerseh Ier ou Adarnassé, un noble de la famille des Aranschahikides qui a été placé sur le trône de l'Héréthie en 897 ou en 913.
À la mort de son mari, en 944, elle assume la régence pour son jeune fils, Ichkhanik. Durant son règne, elle combat la noblesse géorgienne, menée par le prince de Kakhéthie et le roi d'Abkhazie, et la principauté de Deilam (sud de l'Azerbaïdjan), qui craignent tous la montée du pouvoir de l'Héréthie. D'abord vainqueur contre les forces unies des Abkhazes et des Kakhs, elle est finalement vaincue par Deilam qui se pose en suzerain tout-puissant.
Jusqu'à la mort du patrice Adarnassé, en 944, le royaume d'Héréthie est monophysite et se rattache aux Églises orientales et arménienne. Dinar, originaire de la Tao-Klarjéthie, province voisine de l'Empire byzantin située dans le sud de la Géorgie, est orthodoxe. Elle convertit son fils et son pays à l'orthodoxie et se met sous la protection du Patriarcat de Géorgie.
De son mariage avec le patrice Adarnassé, Roi d'Héréthie, elle a eu un fils, Ichkanik, roi d'Héréthie.

## Sources
- Marie-Félicité Brosset, Additions et éclaircissements à l'Histoire de la Géorgie, Académie impériale des sciences, Saint-Pétersbourg, 1851 (lire ce livre avec Google Books : ), Addition IX, p. 155.